# 4. szimfónia (Magnard)
Albéric Magnard 4. (cisz-moll) szimfóniáját (franciául: Symphonie nº 4, op. 21.) 1913-ban komponálta. A művet 1914. május 16-án mutatták be Párizsban, az előadást René-Emmanuel Baton (vagy közismertebb nevén Rhené-Baton) vezényelte.

## Keletkezése
A zeneszerző utolsó szimfóniáját tizennégy évvel a harmadik szimfónia bemutatója után írta baron-i házában. A darabot a Női Zeneszerzők és Zenetanárok Uniójának (Union des femmes professeurs et compositeurs de musique) ajánlotta.

## Szerkezete
1. tétel (Modéré. Rythmé. Calme - Mérsékelten. Pontozva. Csendesen)
2. tétel (Vif - Élénken)
3. tétel (Sans lenteur et nuancé - Árnyaltan lassúság nélkül)
4. tétel (Animé - Vibrálóan)

## Hangszerelés
A zenekar felállása a következő: pikoló, 2 fuvola, 2 oboa, angolkürt, 2 klarinét, basszusklarinét, 2 fagott, 4 kürt, 3 trombita, 3 harsona, üstdob, hárfa, vonósok.

## Fordítás
- Ez a szócikk részben vagy egészben a Symphonie nº 4 de Magnard című francia Wikipédia-szócikk ezen változatának fordításán alapul.  Az eredeti cikk szerkesztőit annak laptörténete sorolja fel. Ez a jelzés csupán a megfogalmazás eredetét és a szerzői jogokat jelzi, nem szolgál a cikkben szereplő információk forrásmegjelöléseként.